# Mamadou Mariem Diallo
Mamadou Mariem Diallo (ur. 2 marca 1967) – senegalski piłkarz grający na pozycji obrońcy. W swojej karierze rozegrał 11 meczów i strzelił 2 gole w reprezentacji Senegalu.

## Kariera klubowa
W swojej karierze piłkarskiej Diallo grał w klubie ASC Port Autonome.

## Kariera reprezentacyjna
W reprezentacji Senegalu Diallo zadebiutował 17 lutego 1991 w zremisowanym 2:2 towarzyskim meczu z Algierią, rozegranym w Dakarze i w debiucie strzelił gola. W 1992 roku powołano go do kadry na Puchar Narodów Afryki 1992. Nie wystąpił w nim ani razu.
W 1994 roku Diallo został powołany do kadry na Puchar Narodów Afryki 1994. Na tym turnieju rozegrał jeden mecz, grupowy z Ghaną (0:1). Od 1991 do 1994 roku rozegrał w kadrze narodowej 11 meczów i strzelił 2 gole.